# SAMPA
SAMPA, acronim pentru Speech Assessment Methods Phonetic Alphabet (SAMPA) este o sciptură fonetică, citeță pentru computer, care utilizează caractere ASCII de 7 biți, bazată pe Alfabetul Fonetic Internațional (AFI).
A fost dezvoltat inițial la finalul deceniului al IX-lea al secolului trecut pentru șase limbi europene de către programul ESPRIT pentru dezvoltarea și cercetarea tehnologiei informațiilor, în cadrul CEE. Au fost preluate multe simboluri din AFI; în cazurile în care nu a fost posibil acest lucru, au fost utilizate alte semne, ex. [@] pentru ă, [1] pentru î și â.
Astăzi, la nivel oficial, SAMPA a fost dezvoltat pentru toate sunetele din următoarele limbi:
- arabă
- bulgară
- cantoneză
- cehă
- croată
- daneză
- ebraică
- engleză
- estoniană
- franceză
- germană
- greacă
- italiană
- maghiară
- norvegiană
- olandeză
- poloneză
- portugheză
- română
- rusă
- scoțiană
- spaniolă
- suedeză
- thailandeză
- turcă

Caracterele ["s{mp@] reprezintă pronunțarea numeului SAMPA în engleză.

## SAMPA și problemele sale specifice
Tabelele SAMPA sunt valide doar în limbile pentru care au fost create. Tabelele de limbi nu sunt armonozite, așa că există conflicte între ele. Rezultatul acestei probleme este neputința de a folosi SAMPA ca o reprezentație ASCII a AFI. Pentru a rezolva această problemă, a fost creat X-SAMPA, care oferă un singur tabel fără diferențe specifice de limbă. 
Vezi și: SAMPA pentru română